# Bảo tàng Lịch sử Tự nhiên ở Toruń
Bảo tàng Lịch sử Tự nhiên của Khoa Sinh học và Bảo vệ Môi trường của Đại học Nicolaus Copernicus ở Toruń (tiếng Ba Lan: Muzeum Przyrodnicze Wydziału Biologii i Ochrony Środowiska UMK w Toruniu) là một bảo tàng tồn tại trong các năm 1973-2017, từng tọa lạc tại số 9 Phố Gagarina, Toruń, Ba Lan.

## Lịch sử
Bảo tàng Lịch sử Tự nhiên được thành lập vào ngày 14 tháng 11 năm 1973 theo khởi xướng của Giáo sư Mikulski, với sự hỗ trợ của hiệu trưởng của trường đại học lúc bấy giờ là Giáo sư Witold Łukaszewicz. Trụ sở của Bảo tàng là Viện Sinh học và Khoa học Trái Đất, sau này được chuyển đổi thành Khoa Sinh học và Bảo vệ Môi trường.
Triển lãm đầu tiên tại Bảo tàng Lịch sử Tự nhiên được tổ chức vào năm 1974 với sự kiện trưng bày 12.000 con bướm. Các bộ sưu tập của Bảo tàng chủ yếu bao gồm các hiện vật được mang về từ các cuộc thám hiểm khoa học, các bộ sưu tập tư nhân và quà tặng từ các trường ở Toruń. Tháng 1 năm 2017, Hội đồng Khoa Sinh học và Bảo vệ Môi trường quyết định đóng cửa Bảo tàng Lịch sử Tự nhiên, và trưng bày các hiện vật của Bảo tàng tại hội trường của Khoa. Mặt khác, trụ sở của Bảo tàng được cải tạo để phục vụ mục đích giáo dục, thông qua việc tổ chức các hoạt động giáo dục với sự tham gia của trẻ em và thanh thiếu niên.